# Girart de Roussillon
Girart de Roussillon est une chanson de geste de dix mille décasyllabes qui raconte les guerres de Girart contre le roi Charles II le Chauve.

## Girart de Roussillon, chanson de geste du cycle de Doon de Mayence
Ce personnage et son histoire ont fait l'objet d'une étude accessible sur le site Persée .

### Le roi Charles et les filles de l'Empereur de Constantinople
Lors de la fête de Pentecôte, le pape appelle les gens de la cour du roi Charles à s'unir pour aller secourir l'empereur de Constantinople, père de deux filles, dont l'aînée est promise à Charles et la cadette à Girart, un baron très puissant de sa cour et son ami. Après plusieurs batailles contre les païens, de nombreux messagers sont envoyés chez l'empereur, dont Girart lui-même. Le père des deux jeunes fiancées couvre de richesses les Français venus les chercher, mais Girart accélère les choses et se fait présenter les deux femmes. La première, Berthe, est d'une très grande beauté, d'un noble maintien, très cultivée et bien éduquée, parle de nombreuses langues et n'a pas son égal en éloquence, beauté et intelligence. Mais la seconde, faisant son entrée, ravit encore plus l'assemblée : on reconnaît que celle-ci est d'une beauté incomparable. Tout le monde repart, les poches remplies et le cœur plein de promesses et d'espérances.
En rentrant à la cour de France, Charles interroge les premiers messagers arrivés sur les deux femmes ; on lui vante les nombreux mérites de sa future, Berthe, mais il s'afflige de savoir que son vassal va épouser la plus belle des deux sœurs, l'accusant même d'avoir choisi seul. S'ensuit alors une discussion féroce pour faire changer d'avis Charles : tous ses barons tentent de le raisonner, le pape même s'en mêle : beaucoup ont juré sur leur vie à l'empereur de Constantinople qu'ils feraient épouser Berthe à Charles. Mais le roi de France n'en démord pas, tant et si bien que Girart est contraint de céder Elissant au roi, en échange d'un accord qui provoquera de nombreux maux : il lui demande surtout de lui donner en alleu sa terre de Roussillon, c'est-à-dire qu'elle ne dépendrait plus de Charles et que Girart en serait le seul maître. Charles accepte, demandant en contrepartie de garder son droit ancestral à venir chasser sur les terres de Girart.

### Le ton monte entre le roi Charles et Girart
Cette tradition lui permet de faire une percée sur les terres de Girart, dont il craint la trop grande puissance. Passant par la forêt d'Ardennes, il galope jusqu'à Roussillon, où il somme Girart de lui remettre ses terres ; celui-ci refuse, et se déclare prêt à se défendre, mais il est trahi par son sénéchal, Richier de Sordane, qui confie les clefs de Roussillon à Charles, et le roi en profite pour attaquer et piller le château que Girart occupe momentanément et qu'il doit fuir car il était blessé. Il se réfugie à Avignon, où il retrouve ses parents et vassaux venus - trop tard - lui porter secours : Fouque le sage, Boson le belliqueux, Seguin de Besançon, Fouchier, avec qui il décide de riposter depuis Dijon. Il menace ensuite le roi installé à Roussillon, qui sort en compagnie d'une petite troupe pour poursuivre l'insolent : mais celui-ci l'attend plus loin avec une grande armée, et le roi se fait moucher, puis part se réfugier à Reims, la route de Roussillon lui étant barrée par les hommes de Girart. Celui-ci reprend possession de l'un de ses châteaux, et son cousin Fouque tue le traître Richier qui tentait de s'enfuir.

### Tentatives d'apaisement
Charles enrage, et prépare une bataille rangée ; Girart en est averti, mais malgré les conseils pacifistes de Fouque, décide de tenir tête au roi. Fouque obtient cependant d'aller à Orléans voir le roi pour présenter une offre et ainsi éviter un conflit ouvert. De son côté, Charles demande conseil à ses barons, qui restent divisés sur l'identité du déclencheur de troubles : certains rejettent la faute sur Girart, et d'autres au contraire sur Charles (notamment Thierry de Scanie, autrefois réduit à l’infamie par Drogon, le père de Girart, et tiré de la misère par le roi, qu'il sert fidèlement, mais aussi sagement). Le roi refuse d'être jugé responsable de la situation, et rejette les conseils de paix que lui proposent ses barons. Plus tard, Fouque paraît chez le roi pour l'inciter à la paix, voyant qu'il se prépare à livrer une bataille féroce contre Girart ; mais le roi s'y refuse, et Fouque à la suite des menaces et de l'inimitié de celui-ci se voit dans l'obligation de déclarer la guerre.

### Première grande bataille puis réconciliation
Les deux armées se retrouvent sur la plaine de Vaubeton. Toutes les forces de Girart sont présentes, Allemands, Provençaux, Gascons et autres, tout comme celles du roi. Une bataille effroyable s'ensuit, dans laquelle meurt un nombre effroyable de chevaliers. Parmi eux notamment Drogon, tué par Thierry de Scanie, et Odilon (blessé à mort, et mort quelques jours après la fin de la bataille, toujours par Thierry). Les pertes sont nombreuses des deux côtés, mais une manifestation surnaturelle engage les deux parties à faire la paix : des flammes descendent du ciel pour enflammer les enseignes des deux belligérants. Les barons de Charles font envoyer à Girart Thibert de Vaubeton pour conclure un accord, et le maître de Roussillon s'en va demander conseil sur son lit de mort à son oncle Odilon. Celui-ci l'engage fortement à la paix, ainsi que ses propres fils (Fouchier, Boson, Fouque, Seguin, cousins de Girart) ; mais Girart ne veut la paix qu'en échange de la promesse de bannissement de Thierry. Charles accepte, si Thierry n'est banni de sa cour que pendant sept ans. Une paix semble conclue.
Cependant le roi est assailli de toutes parts par des païens qui profitent de son affaiblissement de Vaubeton. Il appelle au secours Girart, et leur force commune leur permet de repousser les ennemis ; c'est ainsi qu'ils se réconcilient, Charles étant trop heureux d'avoir pu conserver sa souveraineté grâce à Girart. Plusieurs années s'écoulent, dans une grande harmonie, les deux hommes étant très amis et se conseillant l'un l'autre. Au bout de la septième année, Girart accepte que revienne Thierry de Scanie ; mais au cours de tournois organisés en son honneur, Thierry et ses fils sont assassinés sournoisement par Boson, qui voulait venger son père, et Fouchier, son frère, vole le roi.

### Nouvelles batailles
Le roi Charles accuse Girart d'avoir orchestré ces exactions, lui confisque ses terres, le somme de venir lui prêter allégeance et justifier ses prétendus actes ; son messager sera Pierre de Mont-Rabei, un jeune noble plein de fougue. Celui-ci s'offusque du refus de Girart d'obéir aux désirs du roi, et défie, s'emporte, mais ne parvient pas à faire réussir son ambassade, et repart plein de rancune chez Charles, à qui il raconte plus ou moins fidèlement le contenu de l'entrevue. Le roi attaque ensuite un château de Girart, Mont-Amele. Malgré les conseils de Fouque, Girart riposte, et une grande bataille s'ensuit, mais il perd contre Charles, qui fait prisonnier nombre de ses barons. Le vainqueur refuse tout accord que lui proposent les perdants, sauf si on lui livre Boson, le meurtrier de Thierry, ce qui est refusé. Begon, le messager de Girart, tente de le défendre, et d'expliquer ses actes, rappelant notamment que le roi avait organisé une embuscade pour tuer Girart si celui-ci s'était présenté à sa cour après l'accusation portée contre lui du meurtre de Girart.
Begon revient penaud chez Girart, lui racontant la fierté de Charles, qui de son côté lui avait rappelé que beaucoup de vassaux de Girart étaient en train de passer dans son camp, mécontentés du traitement de Girart. Fouque explique à Girart que ces désertions sont dues au comportement colérique, cruel et obstiné adopté par le maître de Roussillon. Girart cependant arrive à surprendre Charles à Civaux, faisant fuir ses troupes prises par surprise. Puis le roi réagit, et écrase Girart. Celui perd presque tous ses appuis (Charles en a acheté certains, comme les Gascons et les Provençaux), ne lui restent que les fidèles Bourguignons ; ses terres lui sont prises l'une après l'autre. À Montbrun, ville livrée par trahison, Girart se rend avec tous ses hommes et attaque au petit matin les troupes du roi, qui se dispersent. Un millier de chevaliers se réfugie à l'abbaye de Vaucouleurs, que Girart incendie et pille.

### Prise de Roussillon par le roi Charles
La guerre se poursuit ainsi pendant cinq ans, entre exactions et sacrilèges opérés dans les deux camps, qui mettent à feu et à sang les terres qu'ils traversent. Le roi assiège la ville de Roussillon, qu'un traître lui offre sur un plateau avec la complicité de sa femme, qui vole les clefs de la ville ; ses troupes attaquent pendant la nuit. Girart est contraint de s'enfuir, la mort dans l'âme car sa femme est restée à Vienne. Cependant elle est sauvée par Boson, qui l'emmène avec lui jusqu'à Girart ; tous s'enfuient à Dijon, où ils préparent une bataille dans laquelle prendront part Bourguignons et Bavarois, derniers appuis de Girart, ainsi que tous les soldats qu'il pourra payer avec l'argent qui lui reste. De son côté, le roi se réjouit d'avoir repris la ville de Roussillon à son ennemi, mais ses barons lui apprennent qu'un des voisins de Roussillon bloque toutes les routes y menant ; revenu à Orléans, il décide sous conseil de faire fortifier Roussillon pour la préparer à une attaque éventuelle de Girart. Celui-ci est prévenu par le biais de Fouque, contacté par Belfadieu, engagé sur place par Charles et qui avait déjà été en contact avec lui lors de sa venue à la cour du roi avant la bataille de Vaubeton. Les ennemis du roi attaquent alors un convoi de ravitaillement, et Girart remporte une victoire chère payée. Envoyant un messager à la cour du roi pour lui demander la paix, il tente de vaines négociations qui ne sont plus utiles à ce moment-là de la guerre. Il se prépare à encore livrer bataille, mais ses ressources s'amenuisent. La prochaine bataille doit avoir lieu près de Châtillon-sur-Seine ; cependant un baron prisonnier de Girart le trahit et fait prévenir Charles des intentions de son ennemi.

### Défaite et fuite de Girart
La dernière bataille commence : elle signe la défaite de Girart ; Fouque est fait prisonnier, Boson est tué, Girart se retrouve seul et s'enfuit à Besançon, où sa femme prévenue de la tournure des événements le rejoint. Elle l'engage à chercher à se mettre en sécurité, et accompagné de six autres personnes, tous deux quittent la ville juste avant l'attaque de Charles. En chemin, ils croisent des hommes du roi, et les attaquent, mais sont défaits; Girart s'enfuit et se réfugie chez un ermite en compagnie de sa femme et d'Enjoïs, une jeune noble accompagnant la comtesse. L'ermite tente de faire renoncer Girart à toute sa rancœur, mais Girart en garde toujours contre Charles ; il décide de se rendre chez un parent de sa femme, Oton, roi de Hongrie, qui l'aidera à rassembler ses forces, et escompte attaquer Charles en traître pour se venger. L'ermite lui montre son péché et le sermonne ; il arrive à lui faire abandonner ses derniers équipements guerriers. Girart reprend la route, et apprend par des marchands rentrant de Bavière et de Hongrie, qu'Oton est mort et que des soldats cherchent à capturer Girart sur le chemin de Hongrie. Mais Berthe trouve une ruse pour éloigner les marchands qui n'ont pas reconnus le couple en guenilles : elle prétend avoir assisté aux funérailles de Girart, et les marchands répandent la nouvelle de la mort de Girart dans tout le pays ; celle-ci parvient aux oreilles de Charles, qui s'en réjouit.
Girart et sa femme continuent leur marche, logés par des ermites ou des pauvres à qui ils cachent leur identité ; devant eux, certains maudissent Girart qui a mené une guerre terrible contre le roi de France, menant des leurs à la mort. Le comte tombe malade et le couple trouve refuge chez des gens qui les traîtent bien mal et les mettent bientôt à la porte par méchanceté ; mais un homme de bien les recueille chez lui et s'occupe de Girart malade. Guéri, celui-ci trouve un emploi de charbonnier et vit dans la plus grande simplicité auprès de sa femme qui se fait couturière. Ainsi vivent-ils pendant vingt-deux ans. Puis, Berthe propose à Girart d'aller voir la reine, sa sœur, qui pourrait les aider à rentrer dans les grâces du roi, qui ne saurait leur tenir rigueur de faits vieux 
de vingt ans, si Girart se présentait en humble vassal.

### Girart revient à la cour du roi Charles
Girart se rend auprès d'Elissant, et se fait reconnaître par l'anneau qu'elle lui a offert lorsque leurs fiançailles ont été rompues par le roi. Elle promet de lui faire rendre ses terres, car le conseil lui mange dans la main. Elle demande au roi s'il serait prêt à pardonner à Girart si celui-ci revenait, et celui-ci jure que oui, persuadé que son vieil ennemi est mort à Roussillon, il y a vingt ans de cela. En voyant arriver Girart, le roi enrage et jure de causer sa perte ; mais la reine lui rappelle son serment et les lois de l'honneur, proposant même de lui rendre une terre sans donjon pour le réhabiliter à la cour. Girart accepte le fief donné par le roi, mais consent à le lui laisser en échange de son ami Fouque toujours prisonnier.
Celui-ci a été cédé à Aupais, la fille de Thierry de Scanie, dont on a cru qu'elle se vengerait du meurtre de son père sur le frère de son assassin ; cependant il n'en est rien : elle est tombée amoureuse de lui et veut l'épouser à Oridon son fief, rejetant tous les beaux partis que sa famille lui envoyait. Plusieurs barons, et notamment Oudin, proposent à Charles d'attaquer Oridon pour récupérer (et tuer ?) Fouque ; Charles ne s'y engage pas lui-même, car Girart est encore à sa cour et il ne peut donc le trahir impunément, mais les laisse faire. Un baron présent, parent de Girart, va prévenir la reine de l'attaque imminente que va subir Aupais. Elle en profite pour redonner à Girart la ville de Dijon, Roussillon, Châtillon-sur-Seine, Montargon et Vaucouleurs, afin qu'il s'y réfugie et se prépare. La reine envoie Droon et Bertrand comme messagers à Aupais pour lui promettre des renforts et lui assurer qu'elle lui fera épouser Fouque ; dans cette même lettre, elle leur apprend que Girart est vivant, ce qui réjouit son cousin. Tous s'enfuient du château sur le point d'être assiégé par Oudin.

### Dernier conflit entre le roi Charles et Girart
Ils sont poursuivis par lui, mais dans une bataille celui-ci est fait prisonnier et ses troupes mises en déroute. Girart retrouve son cousin et accepte son mariage avec Aupais. La paix est conclue avec Charles ; pendant ce temps, beaucoup d'anciennes cités appartenant à Girart, apprenant son retour, se rebellent contre leurs garnisons françaises et les chassent ou les tuent. Retrouvant Enjoïs qui les avait accompagnés dans leurs plus sombres moments, il la marie à Bertrand en récompense des services de ce dernier. Le roi enrage de savoir ses vassaux prisonniers et ses garnisons chassées, mais la reine le raisonne et le calme. Une trêve est conclue pour sept ans, pendant laquelle Fouque a quatre enfants (dont l'aîné s'appelle Thierry et devient par ruse de la reine filleul du roi) et Girart deux, dont l'un meurt en bas âge. Il place ses espérances dans le survivant. Pendant ce temps, la comtesse fait construire une abbaye à Vézelay. La reine veut faire bénir la paix de Charles et Girart par le pape, mais Charles et ses barons refusent tout accord et s'apprêtent à attaquer la ville de Roussillon, mais Girart est averti de l'attaque par la reine. Voyant que la situation risque de recommencer, Guy de Risnel, un homme de confiance de celui-ci, amène avec lui l'enfant de Berthe et Girart et l'assassine. Recevant juste après la lettre de la reine, il se prépare à la risposte, et met en déroute les troupes royales. Mais quand on lui rappelle ce pour quoi la reine a œuvré, il accepte de relâcher les prisonniers, et Charles, sous le conseil du pape, met fin à la querelle.

### Girart entre en religion
Pendant ce temps, l'abbaye de Vézelay est en cours de construction, et Berthe supervise les travaux. Cependant, elle rencontre un jour un pèlerin qu'elle rejoint la nuit pour aider à construire l'abbaye de ses propres mains, sans que personne le sache. Un messager envoyé à Girart par Charles loge dans le château et s'aperçoit qu'elle découche la nuit pour rejoindre un pèlerin. Il tente alors de séduire la comtesse, qu'il prend pour une femme de mauvaise vie, et s'offusque de ce qu'elle refuse ses avances, lui laissant entendre qu'elle s'accommode bien d'un pauvre pèlerin. Chassé, il s'en va voir Girart, à qui il fait croire qu'elle le trompe ; fou de douleur, le mari accepte de le suivre pour vérifier ses dires. Ils assistent à la scène nocturne de construction (Berthe apparaît à Girart entourée d'un halo de lumière) qui fait prendre conscience à Girart de la sainteté de sa femme, et le traître s'enfuit. Le comte reconnaît en la personne du pèlerin un parent, Guintrant, qui avait été capturé en Terre Sainte lors d'un pèlerinage, et le réhabilite à ses côtés. Il confie ensuite ses terres à Fouque, et se retire avec Berthe dans une vie de sainteté. Ils seront chantés à l'abbaye de Vézelay.

## Postérité deGirart de Roussillon
Le ménestrel Adenet le Roi fait allusion à la chanson de geste de Girart de Roussillon dans Berte aus grans piés. Dans Auberi le Bourguignon, Auberi est le fils du duc Basin qui, après la mort de Girart, est autorisé par Charles Martel à exercer le pouvoir en Bourgogne. L'auteur du texte tel qu'il est actuellement connu s'est peut-être inspiré de Girart de Roussillon et de la Vita nobilissimi comitis Girardi de Rossellon pour intégrer à sa chanson l'épisode des accès de jalousie mutuels d'un couple âgé. Au dernier document, il a également pu reprendre la thématique de la repentance des fautes.

## Langue
La langue utilisée dans la première version de Girart de Roussillon fait l'objet de débat car le texte est intermédiaire entre la langue d'oïl et la langue d'oc.

### L'occitan
Elle est souvent considérée comme de l'ancien occitan avec une forte influence de la langue d'oïl. La Bibliothèque Nationale de France l'enregistre comme de l'ancien occitan. Le linguiste Robert Lafont donne le texte comme occitan à l'origine avant d'avoir été « oïlisé » par la suite pour faciliter la lecture aux cours du nord du royaume de France. Le philologue et linguiste Paul Meyer propose des parlers nord-occitans comme le marchois, voire plutôt l'occitan du Périgord.

### Les parlers intermédiaires du Croissant
Pour Rita Lejeune il s'agit d'un dialecte de transition entre occitan et le français : soit le poitevin, soit le marchois. Jean-Pierre Baldit émet aussi l'hypothèse du dialecte marchois, parler du Croissant, qui est de transition entre l'occitan et la langue d'oïl. De par ses traits intermédiaires entre les grandes langues romanes de France il est parfois aussi envisagé, mais de manière minoritaire, comme ayant été écrit en francoprovençal.

### La langue d'oïl
La langue d'oïl est également souvent retenue avec plus particulièrement le bourguignon, ce dernier possédant des traits plus « méridionaux » que les parlers français d'Île-de-France. Girart de Roussillon est montré par les Archives de la littérature du Moyen Âge comme originaire de Bourgogne.

## Variantes
Le texte a très rapidement été traduit dès la fin du XIIe siècle et de nombreuses variantes ont eu lieu. Si la question de la langue du premier manuscrit n'est pas entièrement résolue, un manuscrit dérivant du premier, Girartz de Rossilho est quant à lui pleinement en ancien occitan.